# El Palacio
El Palacio är en ort i Mexiko, tillhörande kommunen Huixquilucan i delstaten Mexiko. El Palacio ligger i den centrala delen av landet och tillhör Mexico Citys storstadsområde. Orten hade 1 268 invånare vid folkmätningen 2010.